# Айсберг
А́йсберг (нем. Eisberg, «ледяная гора») — крупный свободно плавающий кусок льда в океане или море. Как правило, айсберги откалываются от шельфовых ледников. Поскольку плотность льда составляет 920 кг/м³, а плотность морской воды — около 1025 кг/м³, то около 90 % объёма айсберга находится под водой. Следовательно, 10 % объёма айсберга находится над водой.

## Основная информация

### Форма и размеры
Форма айсберга зависит от его происхождения:
- Айсберги выводимых ледников имеют столообразную форму со слегка выпуклой верхней поверхностью, которая расчленена различного вида неровностями и трещинами. Характерны для Южного океана.
- Айсберги покровных ледников отличаются тем, что их верхняя поверхность практически не бывает ровной. Она несколько наклонена, наподобие односкатной крыши. Их размеры, по сравнению с другими видами айсбергов Южного океана, наименьшие.
- Айсберги шельфовых ледников имеют, как правило, значительные горизонтальные размеры (десятки и даже сотни километров). Их высота в среднем составляет 35—50 м. У них ровная горизонтальная поверхность, почти строго вертикальные и ровные боковые стенки.

Айсберги, особенно столообразные, характерны для южной полярной области. В северных приполярных регионах айсберги более редки, среди них преобладают айсберги сравнительно небольших размеров выводных и покровных ледников. Наиболее крупные столообразные айсберги образуются при откалывании от ледника крупных участков льда, что возможно только в зонах, где продуцирующий ледник находится на плаву или близок к этому состоянию. Размер и характеристики зон текущего и ближайшего всплытия позволяют оценить максимальные размеры и интенсивность образования айсбергов. Максимальные размеры айсбергов, которые в настоящий момент могут образоваться на ледниках восточного побережья Новой Земли, определённые разными методами, представлены в таблице:
| Характеристика айсберга                                         | Размерность | Розе      | Рождественского | Вершинского |
| --------------------------------------------------------------- | ----------- | --------- | --------------- | ----------- |
| Средняя длина (аэрофотосъемка)                                  | м.          | 54        | 52              | 63          |
| Масса, максимальная/средняя (аэрофотосъемка)                    | тыс. тонн   | 84/31     | 260/140         | 245/50      |
| Средняя осадка (оценка)                                         | м.          | 28        | 32              | 27          |
| Максимальная длина (аэрофотосъемка/спутник)                     | м./м.       | 88/76     | 94/123          | 118/104     |
| Размеры максимального айсберга длина x ширина x осадка (оценка) | м.          | 120x70x60 | 150x90x100      | 200x150x100 |

С момента образования айсберга любого вида непрерывно происходит процесс его разрушения, в мористой части океана — особенно активно. Многочисленные формы айсбергов — пирамидальные, наклонные, округлые, с арками, таранами — возникают при их разрушении. Наклонные айсберги являются характерной первоначальной формой разрушения, особенно шельфовых столообразных айсбергов. Волноприбойная подводная терраса, стремясь всплыть, поднимает один край айсберга. Наклонные айсберги отличаются большой высотой. Продолжительность существования айсбергов в антарктических водах в среднем составляет около 2 лет (при объёме айсбергового стока в океан 2,2 тыс. км3/год и общем объёме их в океане 4,7 тыс. км3).
Цвет айсберга напрямую зависит от его возраста: только отколовшийся ледяной массив содержит большое количество воздуха в верхних слоях, поэтому имеет матово-белый цвет. Благодаря замещению воздуха каплями воды айсберг меняет свой цвет на белый с голубым оттенком. Также не стоит удивляться айсбергу нежно-розового цвета.
В 1964 году от шельфового ледника Эмери откололся айсберг площадью около 11 тыс. км².
В 1986 году от шельфового ледника Фильхнера откололся айсберг A23a площадью около 4 тыс. км² (примерно в три раза превышает размер Нью-Йорка), а массой — 1 трлн тонн, но сел на мель и отправился в свободное плавание только в 2023 году.
В 1998 году от шельфового ледника Фильхнера откололся айсберг A-38 площадью 6900 км².
В 2000 году в результате механической абляции от шельфового ледника Росса откололся самый большой известный айсберг B-15 площадью свыше 11 000 км². Весной 2005 года его осколок — айсберг B-15A — имел длину более 115 км и площадь более 2500 км² и всё ещё являлся крупнейшим наблюдаемым айсбергом.
Айсберг B7B размером 19 на 8 км (площадь льда больше площади Гонконга), отколовшийся от шельфового ледника Росса, был замечен в начале 2010 года при помощи спутниковой съёмки NASA и ESA на расстоянии примерно 1700 км к югу от Австралии. Первоначальный размер этого айсберга составлял около 400 км². На то, чтобы уплыть так далеко на север, у айсберга B7B ушло около 10 лет. Координаты айсберга B7B на начало 2010 года — 48°48′ ю. ш. 107°30′ в. д..
Айсберг A-68, отколовшийся от шельфового ледника Ларсена в июле 2017 года, имел площадь 5800 км², что вдвое больше, чем Люксембург.
Айсберг D28, отколовшийся от шельфового ледника Эмери в 2019 году, был толщиной в 210 метров и массой 315 млрд тонн, его площадь составляла 1636 км².
Айсберг A-76 площадью — 4320 км² откололся от шельфового ледника Фильхнера весной 2021 года.

### Дрейф
Траекторию заданного айсберга в океанических водах можно смоделировать путем решения уравнения, предполагающего движение айсберга массой m со скоростью v. Переменные f, k и F соответствуют силе Кориолиса, вертикальному единичному вектору и силе, воздействующей на объект. Индексы a, w, r, s и p соответствуют сопротивлению воздуха, сопротивлению воды, силе волн, сопротивлению морского льда и силе горизонтального градиента давления.
{\displaystyle m{\frac {d{\overrightarrow {v}}}{dt}}=-mf{\overrightarrow {k}}\times {\overrightarrow {v}}+{\overrightarrow {F_{a}}}+{\overrightarrow {F_{w}}}+{\overrightarrow {F_{r}}}+{\overrightarrow {F_{s}}}+{\overrightarrow {F_{p}}}}

## Пузыри
Воздух, попавший в снег, образует пузырьки, когда снег сжимается, образуя фирн, а затем лёд. Некоторые газы при определённых условиях могут образовывать кристаллы газогидрата. Айсберги могут содержать до 10 % пузырьков воздуха по объёму. Эти пузыри выделяются во время таяния, производя шипящий звук, который можно назвать «айсберговой газировкой». Он возникает только в непрозрачных льдах, в которых в процессе таяния происходит высвобождение воздуха, находящегося под давлением в ледяных инклюзиях.

## Айсберги и человек

### Судоходство
Айсберги представляют большую опасность для судоходства. Необходимым условием повышения безопасности плавания при наличии айсбергов является снижение скорости судна при его входе в айсберговые воды. Один из наиболее известных примеров столкновения айсберга с судном — гибель «Титаника» 15 апреля 1912 года. Примечательно, что тогда лайнер столкнулся с так называемым «чёрным айсбергом», то есть айсбергом, который перевернулся, и над поверхностью океана была его ранее подводная часть, которая гораздо темнее надводной. Таким образом заметить его вовремя оказалось затруднительно и столкновения избежать не удалось.
Другим примером гибели судна в результате столкновения с айсбергом является гибель датского лайнера «Ханс Хеттофт», затонувшего 30 января 1959 года у западных берегов Гренландии. Ни одно судно, ни даже авиация не смогли прийти гибнущему судну на помощь ввиду сложных погодных и навигационных условий. Поиски продолжались до 7 февраля 1959 года и не принесли никаких результатов. Спустя 9 месяцев был найден лишь спасательный круг, принадлежащий судну, а тайна гибели судна до настоящего времени остаётся нераскрытой.
Наличие айсбергов в отдельных случаях повышает эффективность плавания во льдах. В сплочённых льдах при большом скоплении айсбергов образуются так называемые «водяные тени» — участки чистой воды и разреженных льдов с подветренной стороны айсбергов. Если айсберги велики и их много, то «водяные тени», соединяясь, образуют огромные полыньи, простирающиеся на десятки миль. Эти полыньи могут быть использованы для преодоления тяжёлых сплочённых льдов. Во время штормовой погоды суда могут на безопасном расстоянии отстаиваться за айсбергами, используя их как массивный волнолом и как средство защиты от многолетнего льда. Айсберги, обладая большой осадкой, в ледяных полях и сплочённых дрейфующих льдах двигаются, подобно ледоколу, разрушая и увлекая за собой льды.
Опасность для плавания представляют «шлейфы» айсбергов, состоящие из обломков и более мелких глыб льда. При быстрой смене направления ветра они могут оказаться с наветренной стороны айсберга.
При наличии глубинных противотечений или после смены направления господствующего ветра айсберги нередко двигаются в направлении, противоположном дрейфу морских льдов. В этом случае айсберги представляют большую опасность для затёртых во льдах судов, поскольку могут навалиться на них. Весной разломы (отелы) и разрушения айсбергов интенсивнее всего рано утром вскоре после попадания на лёд прямой солнечной радиации или после того, как айсберг вынырнет из тумана. Они обусловлены появлением термических напряжений в поверхностном слое. Отколовшиеся многотонные массивы льда с громким всплеском уходят под воду, вызывая огромные стремительные волны, а затем с силой выталкиваются на поверхность, причём часто на большом удалении от основной массы. Гидродинамической или звуковой волны от идущего на большой скорости судна в отдельных случаях достаточно, чтобы нарушить равновесие айсберга. При вынужденном подходе к айсбергу на дистанцию менее двух миль суда должны идти самым малым ходом со включённым гидролокатором, чтобы избежать столкновения с подводными выступами (таранами), отходящими от его подводной части иногда на 300—500 м.
На айсбергах практикуется строительство обитаемых исследовательских баз. Примером такого айсберга может служить Ледяной остров Флетчера. В Антарктике, при снабжении научно-исследовательских станций, айсберги использовались в качестве причала. Проведение грузовых операций с айсбергов имеет место в особых условиях. Они используются в том случае, когда ледовые условия не позволяют подойти судну к барьеру, а припай отсутствует или не обладает достаточной прочностью для использования его при выгрузке. В этом случае судно швартуется к столообразному айсбергу и уже с него производятся полёты самолётов и вертолётов.

### Обнаружение и мониторинг
Для обеспечения безопасности судоходства в айсберговых водах крайне важным является возможность заблаговременного обнаружения и мониторинга айсбергов. Несмотря на значительные размеры объекта, обнаружение айсберга является сложной технической задачей, в основном из-за тяжелых метеорологических условий в районах их дрейфа. Основным методом обнаружения айсбергов на большой территории является спутниковая съемка. В зависимости от типа спутникового снимка (оптический или радиолокационный) возможно обнаружение айсбергов с горизонтальными размерами свыше 20 м на площади 2500 км² за один снимок. Тем не менее, на возможность обнаружения и оценку размеров небольших айсбергов (до 100 м.) по спутниковым снимкам влияют их форма и ориентация.
Дальность обнаружения айсбергов судовыми РЛС зависит от формы объектов. Крупные айсберги с крутыми склонами могут определяться с 14—30 миль. Хуже всего определяются наклонные айсберги с пологим склоном. С некоторых ракурсов дальность их обнаружения не превышает 3 миль.

### Буксировка айсбергов
С 1970-х годов применяется технология изменения дрейфа айсбергов с целью исключения столкновения айсбергов с морскими нефтедобывающими платформами, эксплуатируемыми на арктическом шельфе Канады. В России эксперименты по буксировке айсбергов впервые проводились в Карском море в 2016—2017 гг. В результате научных работ была доказана возможность продолжительной буксировки айсберга в течение 24 ч., а также возможность буксировки айсбергов в условиях раннего льдообразования. Техническая реализуемость буксировки крупных айсбергов на большие расстояния является ключевым условием для проектов обеспечения засушливых регионов планеты пресной водой айсбергов. Эта идея впервые была высказана около 200 лет назад, однако до настоящего времени не реализована. Наиболее серьёзную попытку осуществить этот проект предприняли французские учёные Поль-Эмиль Виктор (фр. Paul Emile Victor) и Жорж Мужен (фр. Georges Mougin) совместно с Саудовской Аравией, проводившие работы в 1970—1980-х годах и возобновившие их в 2009 году с использованием компьютерного моделирования. По их расчётам возможна доставка айсберга весом до 7 млн тонн от берегов Ньюфаундленда до Канарских островов за 141 день, при этом остаточного количества льда хватит для годового потребления 35 000 чел.
Основные сложности при транспортировке айсберга:
- неустойчивость
- разламывание глыбы
- таяние льда.

### Воздействия
По мере таяния айсбергов происходит вытаивание и отложение моренного материала, заключённого в них.
Высота надводной части айсбергов в Арктическом бассейне не превышает 25 м, горизонтальные размеры — 100—500 м. Инструментальные измерения отношения надводной части арктических айсбергов к их осадке, выполненные с подводной лодки «Sea dragon» (США), показали, что оно находится в пределах 1:3 — 1:4. Таким образом, глубину 100 м можно ориентировочно считать максимальной для экзарационного воздействия. Следует учесть для льда, который можно расценить айсбергом, из-за разброса характеристик плотности-рыхлости высота надводной части может оказаться лишь 1:7 — 1:10 от общей высоты.
Интенсивность воздействия подводной части айсбергов на донные грунты, оцениваемая геолокацией бокового обзора по оставленным следам, изучена в Норвежском и Канадском секторах Арктики. Глубина ложбин (борозд) составила в среднем 3—5 м, ширина — 25—50 м. Максимальные значения — до 20 м в глубину и до 200 м в ширину при длине в несколько километров. Строительство трубопроводов над полосой пропахивания или вблизи её, по мнению специалистов компании EXXON, может вызвать смещение трубы, приводящее к деформациям, превышающим проектные нормы.

## Переносное значение
В переносном значении слова с айсбергом часто сравнивают любые явления, бо́льшая часть которых не видна сразу (как подводная часть айсберга).